# Bastard Operator from Hell
Der Bastard Operator from Hell (BOFH), zu deutsch etwa Mistkerl/Bastard-Systembetreuer aus der Hölle, ist eine fiktive Figur und gleichzeitig der Titel einer weit verbreiteten Serie von satirischen Erzählungen des neuseeländischen Autors Simon Travaglia. Sie beschreiben, wie ein technischer Assistent an der University of Waikato, in späteren Folgen in einer Firma, seine Unzufriedenheit und Langeweile an den oft technisch unbeholfenen und von ihm abhängigen Benutzern abreagiert.

## Inhalt
Ein technischer Assistent in Großrechner-Umgebungen der 1990er-Jahre war meist für die alltägliche Arbeit zuständig. Er machte die Backups, startete zu bestimmten Zeiten Jobs nach Vorgaben anderer, kümmerte sich um den zentralen Drucker, sollte den Benutzern helfen und stellte Terminals auf. Komplexere Aufgaben wurden meist von Systemadministratoren, Programmierern und Technikern der Computerfirmen erledigt. Der zentrale Festplattenplatz war sehr teuer und begrenzt, meist wurde er reglementiert, und jedem Benutzer stand nur ein gewisses Kontingent zur Verfügung.
In Travaglias Geschichten wird der BOFH von den Benutzern immer wieder mit mehr oder weniger sinnvollen Fragen genervt. Aus Rache, und damit die Benutzer ihn nicht weiter nerven, quält er sie – manchmal bis in den Tod. Eine häufige Art der Tortur besteht darin, alle Dateien des Benutzers zu löschen. Dafür, dass die Backups unbrauchbar oder inexistent sind, sorgt der BOFH ebenfalls. Im weiteren Verlauf der Geschichten unterstützt ihn dabei ein Assistent, der PFY (Pimply-Faced Youth) – in der deutschen Version PJ (pickelgesichtiger Jüngling). Eine Zeit lang firmiert der BOFH als Bastard System Manager From Hell (BSMFH).

### Ableitungen
Es gibt zahlreiche ähnliche Geschichten, die von Bastard Operator from Hell abgeleitet wurden. Eine deutschsprachige Adaption von Florian Schiel ist der Bastard Assistant from Hell (B.A.f.H.), der in Schiels Geschichten in Form einer Mailingliste seit den 1990er-Jahren seinen Arbeitskollegen das Leben schwer macht.

## Entstehung und Veröffentlichungen
Nach eigenem Bekunden begann der damals im Computerzentrum der University of Waikato arbeitende Travaglia um 1988/89 herum, seine Geschichte Striped Irregular Bucket zu Hause auf einem Tandy TRS-80 Model 100 zu schreiben und am Arbeitsplatz im Usenet zu posten. Er bekam positive Rückmeldungen per E-Mail, und nach einiger Zeit begann er, BOFH zu schreiben und zu posten. Der Copyright-Notiz auf seiner Webseite nach begann der BOFH im Jahre 1990.
Am 9. Juni kamen die ersten beiden Teile der „Bored“-Serie heraus, wobei die zweite später auch „The Birth of the Bastard Operator from Hell“ genannt wurde. Zwischen dem 10. und 15. Juni 1992 wurden die ersten zehn Folgen von BOFH im Usenet veröffentlicht. Am 17. Juni erschien dann der dritte und letzte Teil der „Bored“-Serie, (später: Still Birthing the Bastard Operator). Vom 23. Juni bis 20. Oktober 1992 erschienen weitere fünf Episoden der ersten BOFH-Serie.
Diese 15 Episoden wurden im US-amerikanischen Computermagazin Datamation abgedruckt. Von 1995 bis 1999 folgten weitere Episoden in der Computerzeitschrift Network Week.
Ab dem Jahr 2000 erschien fast wöchentlich eine Episode auf der britischen IT-Newsseite The Register. Seit 2009 erscheinen sie dort in losen Abständen, ca. 20 Episoden pro Jahr. Eine Zeit lang wurden sie auch im britischen Computermagazin PC Plus veröffentlicht.
Zwischen 2001 und 2005 hat Travaglia die Geschichten in fünf Büchern veröffentlicht. Die Geschichten von 2004 bis 2010 wurden als Amazon Kindle E-Book veröffentlicht, ebenso die Geschichten von 2011.